# Cordia aspera
Cordia aspera är en strävbladig växtart. Cordia aspera ingår i släktet Cordia, och familjen strävbladiga växter.

## Underarter
Arten delas in i följande underarter:
- C. a. microcarpa
- C. a. miquelii